# 뉴욕 지하철 L선
뉴욕 지하철 L선(14번가-캐나시 완행)은 뉴욕 지하철의 운행 계통이다. B 디비전에 속해 있으며, 양방향으로 BMT 캐나시 선(BMT Canarsie Line)의 구간 전체를 통해 전시간 운행을 제공한다. 색상은 회색이다.
 L은 맨해튼 첼시에 있는 8번로와 브루클린 캐나시의 첼시, 캐나시-락어웨이 파크웨이 사이를 전시간 운영한다. 또한 잠시 동안 할시 스트리트를 통해 퀸스에 들어와 릿지 우드(Ridgewood) 지역내를 운행한다. 이 노선은 통신 기반 열차 제어를 사용하여 뉴욕 지하철로서는 최초로 자동화되었다.

## 역사

### 개통 초기
완행 열차로 개통된 L의 원래 문자는 BMT 디비전에 할당되었을 때 LL 지정을 받았다. 1928년부터 1967년까지 동일한 서비스에 BMT 16이 할당되었다.
1924년에, 14번가-캐나시 선의 일부가 개통되었고, "14번가-이스턴 디스트릭트 선(14th Street-Eastern District Line)"(일반적으로 "14번가-이스턴 선(14th Street-Eastern Line)"으로 부름)이라고 불리며, 번호 16이 주어졌다. 이후 동쪽으로 확장되었고, 1928년에는 브로드웨이 정션 역의 동쪽에 있는 기존의 BMT 캐나시 선에 합류했다. 그 이후로 14번가-캐나시 선 서비스는 6번로에서 8번로로 확장 된 것을 제외하고는 현재와 같이 운영되었으며, 1931년 5월 30일 새로운 8번로 지하철와의 연결 선로가 개장했다. 8번로 터미널은 원래 IND 유형으로 지어졌으며 풀튼 스트리트 및 브로드 스트리트와 같은 BMT 유형으로 돌아갔다. 러시아워 동안, 로리머 스트리트와 미를-윅오프 애비뉴 구간 사이에는 급행 서비스가 운행되었다. (완행은 이 시간에 보통 8번로에서부터 미를-윅오프 애비뉴 또는 애틀랜틱 애비뉴까지 달렸다.)
1936년 9월 23일부터 애틀랜틱 애비뉴 역에 위치한 풀튼 스트리트 고가 철도와의 연결을 통해 급행 열차가 레퍼츠 블러바드(Lefferts Boulevard)까지 운행되기 시작했다. 이 연결은 1956년 4월 30일에 중단되었다. 그 후에 이 서비스가 다시 캐나시-락어웨이 파크웨이로 달렸지만 8월 23일에 중단되었다. R27에서 R38까지의 행선안내 게시기에는 전혀 반영되지 않았지만, 급행 및 완행 서비스에 대해 L과 LL이 모두 표시되었다.(1990년대에는 Skip-stop 운행 방식이 제시되었다.)
1967년 11월 26일, 크리스티 스트리트 커넥션(Chrystie Street Connection)이 개통됨에 따라 BMT 이스턴 디스트릭트 선에 문자를 할당 받았다; 16은 LL이 되었다. 이중문자 표기가 1985년 5월 5일에 폐지되었을 때, LL은 L이 되었고, 여전히 그 명칭을 가지고 있다.
14번가-이스턴 & 캐나시 선이 연결되기 전에, 캐나시 부분에는 이미 번호 14번이 매겨졌으며, 로어맨해튼에서 브로드웨이 고가철로(Broadway Elevated)를 경유하며 캐나시 선(Canarsie Line)이라고 불렸다. 1928년 14번가-이스턴 선이 연결되면서 브로드웨이 (브루클린) 선으로 이름이 바뀌었지만, 락어웨이 파크웨이로 계속 운영되었다. 1967년에 14번 캐나시 계통은 JJ라는 레이블이 붙었다.(14번 자체가 KK로 지정되었지만 브로드웨이 정션 역에서 자메이카 행 동쪽으로 이어짐). 1968년 로어맨해튼으로 가는 캐나시 서비스가 중단되었다.

### 2000년대~현재
2000년 이래로 L에 대한 승객 수는 극적으로 증가했는데, 그 경로를 따라 많은 인근 주민들이 젠트리피케이션을 경험했기 때문이다. L에 있는 MTA의 4억 4300만 달러짜리 지하철 차량은 2002년에 도입되었지만 2006년에는 이미 너무 작아 승객 수를 늘릴 수 없었다. 교통 당국은 가와사키에서 만든 R143 지하철 차량 212대가 수년간 승객 수요를 충족시키기에 충분할 것으로 예상했지만 승객 수는 예상보다 높았다. 따라서 알스톰이 제조한 64대의 새로운 R160A 차량에는 CBTC가 장착되어 L에서 운행할 수 있게 되었다.
2008년 L 운행량이 증가했고 미를-윅오프 애비뉴로의 오전 출근 급선회가 추가되었다.
BMT 캐나시 선 선로는 열차가 사람 조작원에 의해 수동으로 작동되는 현재 시스템과 달리, 열차의 제어를 보드에 있는 컴퓨터로 전송하는 시스템인 CBTC로 광범위하게 개조했으며, 2012년 4월에 작업을 완료했다. 개장으로 거의 2년 간의 서비스 변경과 역 폐쇄가 있었지만, 이 시스템은 열차 간에 더 밀접하게 접근하는 것을 허용하고, 역내 "카운트다운 시계" 디스플레이가 다음 열차가 도착할 때까지의 정확한 시간을 기록 할 수 있게 한다. 이 노선은 또한 2005년 6월부터 OPTO(1인 열차 운행)를 도입했으나, 2005년 7월 2005년 런던 폭탄 테러 이후에 증가된 안전 문제로 인한 우려와, TMU(Transportation Workers Union of America)의 막대한 로비 및 MTA가 TWU와의 계약 위반으로 인한 중재 판결로, MTA는 다음 해 9월에 OPTO를 종료하였다. 그러나 L에서 MTA가 카운트다운 시계를 성공적으로 구현한 것은 시스템에서 최초이다.
2019년 4월부터 2020년 7월까지 허리케인 샌디에 의해 손상된 이스트 강의 캐나시 선 터널에서 계획된 수리로 인해 8번가와 베드퍼드 애비뉴간의 서비스가 중단된다.

## 운행 체계 정보

### 운행 정보
L선은 항상 동일한 서비스 패턴으로 다음 노선을 사용한다.
| 노선          | 기점  | 종점                     | 트랙    |
| ------------- | ----- | ------------------------ | ------- |
| BMT 캐나시 선 | 8번로 | 캐나시-락어웨이 파크웨이 | 전 구간 |

### 역 목록
자세한 역 정보는 BMT 캐나시 선을 참고할 것.
| 역 서비스 범례                        | 역 서비스 범례                            |
| ------------------------------------- | ----------------------------------------- |
| 전 시간대에 정차                      | 전 시간대에 정차                          |
| 새벽 시간대를 제외한 전 시간대에 정차 | 심야 시간대를 제외한 전 시간대에 정차     |
| 평일에만 정차                         | 평일에만 정차                             |
| 러시아워 시간대의 혼잡 구간에만 정차  | 출퇴근 시간대의 혼잡 구간에만 정차        |
| 운영 중단                             | 운영 중단                                 |
| 시간대 세부 정보                      |                                           |
|                                       |                                           |
| 장애인 접근                           | 미국 장애인법 적용 역                     |
| ↑                                     | 미국 장애인법에 따라 화살표만 표시하는 역 |
| ↓                                     | 미국 장애인법에 따라 화살표만 표시하는 역 |
|                                       | 중이층으로만 이동가능한 엘리베이터        |

| L 서비스         | 역 (한글)                     | 역 (영문)                       |   | 환승 정보                                                            | 교통 연결 및 참고                                                    |
| ---------------- | ----------------------------- | ------------------------------- | - | -------------------------------------------------------------------- | -------------------------------------------------------------------- |
| 맨해튼           |                               |                                 |   |                                                                      |                                                                      |
| 캐나시 선        |                               |                                 |   |                                                                      |                                                                      |
| 전 시간대에 정차 | 8번로                         | Eighth Avenue                   |   | A C E (IND 8번로 선)                                                 |                                                                      |
| 전 시간대에 정차 | 6번로                         | Sixth Avenue                    |   | 1 2 3 (IRT 브로드웨이-7번로 선 : 14번가) F M (IND 6번로 선 : 14번가) | PATH : 14번가                                                        |
| 전 시간대에 정차 | 유니언 스퀘어                 | Union Square                    |   | 4 5 6 <6> (IRT 렉싱턴 애비뉴 선) N Q R W (BMT 브로드웨이 선)         |                                                                      |
| 전 시간대에 정차 | 3번로                         | Third Avenue                    |   |                                                                      |                                                                      |
| 전 시간대에 정차 | 1번로                         | First Avenue                    |   |                                                                      | 남쪽 방면 M15 셀렉트 버스 서비스                                     |
| 브루클린         |                               |                                 |   |                                                                      |                                                                      |
| 전 시간대에 정차 | 베드포드 애비뉴               | Bedford Avenue                  |   |                                                                      |                                                                      |
| 전 시간대에 정차 | 로리머 스트리트               | Lorimer Street                  |   | G (IND 크로스타운 선 : 메트로폴리탄 애비뉴)                          |                                                                      |
| 전 시간대에 정차 | 그레이엄 애비뉴               | Graham Avenue                   |   |                                                                      |                                                                      |
| 전 시간대에 정차 | 그랜드 스트리트               | Grand Street                    |   |                                                                      |                                                                      |
| 전 시간대에 정차 | 몬트로즈 애비뉴               | Montrose Avenue                 |   |                                                                      |                                                                      |
| 전 시간대에 정차 | 모건 애비뉴                   | Morgan Avenue                   |   |                                                                      |                                                                      |
| 전 시간대에 정차 | 제퍼슨 스트리트               | Jefferson Street                |   |                                                                      |                                                                      |
| 전 시간대에 정차 | 데칼브 애비뉴                 | DeKalb Avenue                   |   |                                                                      |                                                                      |
| 전 시간대에 정차 | 머틀-윅오프 애비뉴            | Myrtle–Wyckoff Avenues          |   | M (BMT 머틀 애비뉴 선)                                               | 일부 오전 러시아워 시간에서는 이 역과 8번로(Eighth Avenue)간을 간다. |
| 전 시간대에 정차 | 할시 스트리트                 | Halsey Street                   |   |                                                                      |                                                                      |
| 전 시간대에 정차 | 윌슨 애비뉴                   | Wilson Avenue                   | ↑ |                                                                      | 북쪽 방면에서만 ADA-액세서빌(접근성) 가능                            |
| 전 시간대에 정차 | 부시윅 애비뉴-애버딘 스트리트 | Bushwick Avenue–Aberdeen Street |   |                                                                      |                                                                      |
| 전 시간대에 정차 | 브로드웨이 정션               | Broadway Junction               |   | A C (IND 풀튼 스트리트 선) J Z (BMT 자메이카 선)                     |                                                                      |
| 전 시간대에 정차 | 애틀랜틱 애비뉴               | Atlantic Avenue                 |   |                                                                      | LIRR 애틀랜틱 지선 : 이스트 뉴욕                                     |
| 전 시간대에 정차 | 서터 애비뉴                   | Sutter Avenue                   |   |                                                                      |                                                                      |
| 전 시간대에 정차 | 리보니아 애비뉴               | Livonia Avenue                  |   |                                                                      |                                                                      |
| 전 시간대에 정차 | 뉴 로츠 애비뉴                | New Lots Avenue                 |   |                                                                      | B15 버스를 통해 존 F. 케네디 공항 이용 가능                          |
| 전 시간대에 정차 | 이스트 105번가                | East 105th Street               |   |                                                                      | 이 역에서 일부 북쪽 방향 러시아워 운행이 시작된다.                   |
| 전 시간대에 정차 | 캐나시-락어웨이 파크웨이      | Canarsie–Rockaway Parkway       |   |                                                                      |                                                                      |

## 참고
1. ↑  일부 남쪽 방면 열차가 오전 러시아워 시간에 이 역에서 정차한다.; 일부 북쪽 방면 열차가 오전 러시아워 시간에 이 역에서 출발한다.